# Stomio (Kreta)
Stomio of Stomio Lasithiou (Grieks: Στόμιο of Στόμιο Λασιθίου) is een dorp aan de zuidkust van het Griekse eiland Kreta. Het ligt ongeveer 6 km ten westen van het centrum van de stad Ierapetra. Bestuurlijk gezien is Stomio een dorp in de deelgemeente (dimotiki enotita) Ierapetra van de fusiegemeente (dimos) Ierapetra, in de bestuurlijke regio (periferia) Kreta.